# Polypedilum atrinerve
Polypedilum atrinerve är en tvåvingeart som beskrevs av Jean-Jacques Kieffer 1921. Polypedilum atrinerve ingår i släktet Polypedilum och familjen fjädermyggor.
Artens utbredningsområde är Taiwan. Inga underarter finns listade i Catalogue of Life.